# FCレンジャーズ
FCレンジャーズ（FC Rànger's）は、アンドラ公国に本拠地を置くサッカークラブである。

## 歴史
1981年に創設され、1999年にアンドラ・リーグに加盟した。2シーズンを2部で過ごし、2001-02シーズンから1部で戦っている。2004-05シーズンは2位で終えたが、2005-06シーズンと2006-07シーズンに連覇を果たした。2004年から2006年までの間、スポンサーの名前を取って、「Pizzeria Venècia Rànger's」と呼ばれた。
2005年のUEFAインタートトカップ1回戦では、オーストリアのSKシュトゥルム・グラーツに2戦合計1-6で敗れた。2006-07シーズンのUEFAカップ1回戦では、ボスニア・ヘルツェゴビナのFKサライェヴォに合計0-5で敗れた。2007-08シーズンのUEFAチャンピオンズリーグ予備予選1回戦では、モルドバのFCシェリフ・ティラスポリに合計0-5で敗れた。

## タイトル

### 国内タイトル
- アンドラ・リーグ：2回（2006, 2007）
- アンドラ・スーパーカップ：1回（2006）

## 過去の成績
- 2002-03 プリメーラ・ディビシオ - 7位
- 2003-04 プリメーラ・ディビシオ - 3位
- 2004-05 プリメーラ・ディビシオ - 2位
- 2005-06 プリメーラ・ディビシオ - 優勝
- 2006-07 プリメーラ・ディビシオ - 優勝
- 2007-08 プリメーラ・ディビシオ - 3位
- 2008-09 プリメーラ・ディビシオ - 8位 (降格)
- 2009-10 セグンダ・ディビシオ - 5位
- 2010-11 セグンダ・ディビシオ - 2位 (昇格)

## 歴代監督
- ヘスス・フリアン・ルセンド 2006-2010

## 歴代所属選手
- ニコラス・マルティネス
- セバスティアン・ゴメス